# Botshabelo
Botshabelo qui signifie "lieu de refuge", est un grand township d'Afrique du Sud, fondé en 1979 par le gouvernement PW Botha et celui du bantoustan du QwaQwa sur la ferme Onverwacht à 45 km à l'est de Bloemfontein dans la province de l'État libre d'Orange. Il était à l'origine destiné à recevoir les populations sotho du sud et Xhosas, dans le cadre de l'application du Group Areas Act et des lois de l'Apartheid.

## Démographie
Selon le recensement de 2011, le township de Botshabelo compte 181 712 résidents, essentiellement issus de la communauté noire (99,18 %) de langue maternelle sesotho (84,52%) et xhosa (7,58 %).

## Administration
Depuis 2000, il est géré par la municipalité locale puis métropolitaine de Mangaung.